# امانوئل والری
امانوئل والری (انگلیسی: Emanuele Valeri؛ زادهٔ ۷ دسامبر ۱۹۹۸) بازیکن فوتبال است.